# Nino (Sänger)
Amir Rešić, bekannter als Nino (* 22. Januar 1964 in Bosanska Dubica; † 18. Oktober 2007 in Bijeljina) war ein bosnischer Sänger, der in den 1990er Jahren, zunächst in Serbien und später auch in Bosnien und Herzegowina, große Popularität gewann.

## Biografie
Nino verbrachte seine gesamte Jugendzeit in seinem Geburtsort in Bosnien, welches damals noch Teil Jugoslawiens war. Kurz vor Kriegsbeginn in Bosnien, zog er nach Kruševac, um eine Karriere als Sänger zu beginnen. Dort nahm er sein erstes Album Car auf und zog anschließend nach Belgrad, wo er den Großteil seiner weiteren Alben aufnahm. Nachdem er sich mit seiner Frau aus der zweiten Ehe schieden ließ, verließ er im Jahre 2004 Serbien und zog nach Bosnien zurück. Dort lebte er hauptsächlich in Sarajevo, nahm aber seine weiteren Lieder in Bijeljina auf. In Bijeljina entstanden unter BN music auch seine letzten beiden Alben. Nino brachte seit 1991 insgesamt 14 Alben heraus. Zu seinen erfolgreichsten Lieder zählen Šta Cu Mala S' tobom, Usne vrele kao žar, sowie Ptice umiru pjevajući.
Er sang seine Lieder meist auf ekavischem Akzenten, teilweise aber auch ijekavischem, obwohl er vor allem anfangs ausschließlich mit dem bosnisch-ijekavischem Akzenten gesprochen hat. 
Nino hatte als er seine Ex-Frau Sara heiratete, auf Wunsch von seiner Frau, zwischenzeitlich seinen Namen von Amir zu Nikola umbenannt und gleichzeitig die Religion gewechselt, nämlich zur serbisch-orthodoxen Kirche. Unmittelbar nach seiner Scheidung im Jahre 2004, als er sich entschied nach Bosnien zurückzukehren, konvertierte er zum Islam zurück und nannte sich erneut Amir.
Am 18. Oktober 2007 verließ Amir Rešić nachmittags das Studio des Senders BN, da er sich angeblich nicht wohlfühle und starke Kopfschmerzen empfinde. Am selben Abend wurde er ins örtliche Krankenhaus eingeliefert und starb an einer Perforation des Pankreas, welche durch langjährigen, übermäßigen Alkoholkonsum hervorgerufen wurde.
Nino hat aus seinen ersten beiden Ehen drei Töchter, namens Amela, Sandra und Tamara.

## Diskografie

### Alben
- 1991: Car
- 1992: Što Mi Noći Nemaju Svanuća
- 1993: Zbogom Mala
- 1994: Šta Ću Mala S' tobom
- 1995: Tvoje Oči
- 1996: Tebe Želim Noćas
- 1997: Za Prošlu Ljubav
- 1998: Ko Te Samo Takne
- 1999: Kraljica Balkana
- 2000: Trebaš Mi
- 2001: Dvanaest Meseci
- 2003: Opet Onaj Stari
- 2005: Novembar 05
- 2006: Jedan Na Jedan

### Singles (Auswahl)
- 1993: Usne vrele kao žar
- 1995: Divlja devojka
- 1999: Ti si ćerko tatin sin